# Václav Málek
Václav Málek (25. srpna 1909 Příseka – 6. dubna 1987 Okříšky) byl český obuvník, podnikatel a voják.

## Biografie
Václav Málek se narodil v roce 1909 v Přísece, jeho otec byl drobný zemědělec. Vychodil obecnou a měšťanskou školu a vyučil se obuvníkem a nastoupil do firmy v Praze, následně pak prošel ještě dalšími obuvnickými dílnami v Praze a po nějaké době si v Okříškách založil vlastní obuvnickou živnost. V roce 1929 nastoupil do základní vojenskou službu v Bardejově, následně pak opakovací cvičení v roce 1938.
Roku 1939 byl zatčen gestapem (byl autorem několika novinových článků) a uvězněn v pracovním táboře v Rakousku, ale již ke konci téhož roku z tábora utekl a odešel na Bálkán, následně pak odešel přes Střední východ a severní Afriku do Francie, kde vstoupil do cizinecké legie. V březnu 1940 v Marseille vstoupil do československé armády a po napadení Francie německou armádou se zúčastnil obrany Francie. Po kapitulaci však odešel do Anglie, kde pak mezi lety 1940 a 1941 ve skotském Moretton-Paddoxu absolvovat parašutistický výcvik a byl umístěn do obrněné brigády československé armády. Bojoval pak ve Francii a v Dunkerku.
Po skončení druhé světové války zůstal v armádě a do roku 1946 působil v Milovicích u tankové brigády, od roku 1946 do propuštění z armády v roce 1950 pracoval ve Vojenských lesích v Lázních Kynžvart. Posléze pracoval jako horník v Ostravě a později jako dělník v cihelně v Okříškách a také v Třebíči-Borovině jako obuvník v podniku BOPO. Zemřel v roce 1987.
Obdržel Československý válečný kříž 1939, medaili Za chrabrost a medaili Za zásluhy. Jeho uniforma z britské armády je součástí sbírek Vojenského historického ústavu v Praze. V roce 2022 byla na hřbitovní zdi v Okříškách odhalena pamětní deska Václava Málka, odhalena byla za přítomnosti jeho příbuzných dne 25. srpna 2022.